# Gond-e Vīlā
Gond-e Vīlā (persiska: گند ویلا, Gonbad-e Vīlā) är en ort i Iran.   Den ligger i provinsen Västazarbaijan, i den nordvästra delen av landet, 600 km väster om huvudstaden Teheran. Gond-e Vīlā ligger 1 408 meter över havet och antalet invånare är 681.
Terrängen runt Gond-e Vīlā är kuperad. Runt Gond-e Vīlā är det ganska tätbefolkat, med 104 invånare per kvadratkilometer. Närmaste större samhälle är Naqadeh, 18,8 km sydost om Gond-e Vīlā. Trakten runt Gond-e Vīlā består till största delen av jordbruksmark.